# Anders Bodelsen
Anders Bodelsen (* 11. Februar 1937 in Frederiksberg, Kopenhagen; † 17. Oktober 2021) war ein dänischer Schriftsteller und Drehbuchautor.

## Leben
Bodelsen wuchs in Kopenhagen auf und studierte dort Rechtswissenschaft, Literaturwissenschaft und Volkswirtschaft. Ab 1959 war er für diverse dänische Zeitungen und Zeitschriften tätig und Herausgeber einer Literaturzeitschrift. Danach arbeitete er auch als Kritiker beim dänischen Fernsehen sowie bei der großen Tageszeitung Politiken.
In Deutschland wurde Anders Bodelsen mit seinem mittlerweile als Standard-Science-Fiction-Roman geltenden Eis-Thriller Brunos tiefgekühlte Tage (dänischer Originaltitel: Frysepunktet) bekannt, in dem es um einen Todkranken geht, der sich – in der Hoffnung auf Heilungschancen in der Zukunft – einfrieren lässt und schließlich in einer alptraumhaft technisch-perfekten Welt erwacht. Der Thriller wurde von Monika Buttler ins Deutsche übertragen. Ein weiterer Roman mit SF-Thema ist Villa Sunset (1964) über das Hereinbrechen einer neuen Eiszeit.
Mehrere seiner Romane wurden verfilmt – Bodelsen schrieb auch selbst einige Drehbücher für dänische Filmproduktionen. Im Olsenbandenfilm Die Olsenbande in der Klemme hatte er einen Auftritt als Schauspieler. Bodelsen starb im Oktober 2021 im Alter von 84 Jahren.

## Verfilmungen
- 1969: Geld zum zweiten Frühstück (Taenk pa et tal)
- 1978: Dein Partner ist der Tod (The Silent Partner) – nach dem Roman Think of a Number
- 1987: Goldregen (Guldregn)

## Auszeichnungen
- 1968: Dänischer Kritikerpreis
- 1969: De Gyldne Laurbær
- 1971: „Grand prix de littérature policière“ für Hændeligt uheld
- 1981: Søren-Gyldendal-Preis
- 1989: „Schwedischer Krimipreis – International“ für Mørklægning (dt.: Verdunkelung)
- 1986: „De Gyldne Håndjern“
- 2002: „Palle-Rosenkrantz-Ehrenpreis“

## Werke (Auswahl)
- De lyse nætters tid (1959)
- Villa Sunset (1964)
  - Deutsch: Villa Sunset. Übersetzt von Irma Entner. Hinstorff, Rostock 1970.
- Hændeligt uheld (1968)
- Tænk på et tal (1968)
  - Deutsch: Geld zum zweiten Frühstück. Übersetzt von Dagmar Renate Jehnich. Rowohlt, Reinbek bei Hamburg 1970, ISBN 978-3-499-42189-1.
- Frysepunktet (1969)
  - Deutsch: Brunos tiefgekühlte Tage. Übersetzt von Monika Buttler. Marion von Schröder, 1971, ISBN 3-547-71355-2. Neuausgabe als Taschenbuch: Heyne SF&F #3356, 1973, ISBN 978-3453302334.
- Ferie (1970)
- Straus (1971)
  - Deutsch: Straus oder Der zweitbeste Kriminalschriftsteller von Dänemark. Übersetzt von Brigitte Fock. Rowohlt, Reinbek bei Hamburg 1977, ISBN 978-3-499-42421-2.
- Hjælp (1971)
- Pigerne på broen (1972)
- Lov og orden (1973)
  - Deutsch: Profis und Amateure – Kriminalstories. Übersetzt von Eckehard Schultz. Rowohlt, Reinbek bei Hamburg 1975, ISBN 978-3-499-42355-0.
- Bevisets stilling (1973)
- Alt hvad du ønsker dig (1974)
- Blæsten i Alleen (1975)
- Operation Cobra (1975)
  - Deutsch: Unternehmen Cobra. Übersetzt von Anna-Liese Kornitzky. Friedrich Oetinger Verlag, Hamburg 1976, ISBN 978-3-7891-1800-5
- Pengene og livet (1976)
- De gode tider (1977)
  - Deutsch: Die guten Zeiten. Übersetzt von Udo Birckholz. Hinstorff, Rostock 1982.
- År for år (1978)
- Borte, borte (1980)
  - Deutsch: In guten und in bösen Tagen. Übersetzt von Henny Mau. Rowohlt, Reinbek bei Hamburg 1990, ISBN 978-3-499-43010-7.
- Over regnbuen (1982)
- Domino (1984)
- Revision (1985)
- Guldregn (1986)
  - Deutsch: Goldregen. Übersetzt von Angela Djuren. Friedrich Oetinger Verlag, Hamburg 1989, ISBN 978-3-7891-2265-1.
- Mørklægning (1988)
  - Deutsch: Verdunkelung. Übersetzt von Rainer Kyster. Rowohlt, Reinbek bei Hamburg 1990, ISBN 978-3-499-42970-5.
- Byen uden ildebrande (1989)
- Rød september (1991)
- Farligt bryg (1993)
- Den åbne dør (1997)
- Varm luft (2009)